# マイクロコード
マイクロコードは、プロセッサの命令をプロセッサ内部でさらに分割した命令のことである。マイクロプログラム方式や、その方式で書かれたプログラム（コード）を指す。特にCISCプロセッサの場合、複雑な命令が多いため全てを電子回路で実装するのは困難なので、マイクロコードがよく使われる。
一般的にファームウェアは、CPUの外部の記憶装置に格納されているが、マイクロコードはCPUの内部に格納されている点が大きく異なる。しかし、最近のCPUは外部からマイクロコードをロードすることも可能なので、マイクロコードを「CPUのファームウェア」と考えることもできる。